# オンガクのDNA
オンガクのDNA（オンガクのディーエヌエー）は、テレビ神奈川(tvk)で放送していた音楽番組。

## 概要
tvkが新社屋移転とVI導入時に開始した新番組（16本）の1本であり、移転当日に放送がスタートした（新社屋第1スタジオのこけら落とし番組である）。また、ファンキートマト以来続き、ファントマ2終了を持って一旦途絶えていた「月曜夜の音楽情報生番組」が久々に復活した番組でもあった。
番組タイトルの由来はまさしく、山下町時代から続くテレビ神奈川が制作する音楽番組の系譜を受け継ぐというところから来ており、それを「遺伝子＝DNA」に置き換えていた。
前身は「Music Chat」（火曜22:00 - 、ライオン提供）であるが、「Music Chat」がMCとゲストミュージシャンとの公開トーク番組だったのに対し、この番組は生演奏およびMCとのトークや、携帯電話や電子メールを活用した視聴者との双方向のコミュニケーションが特徴となっている。
2004年12月よりデジタルハイビジョン制作。
2011年3月28日放送分をもって放送終了。6年11ヶ月の歴史に幕を閉じた。後継番組は『オンガク開放区』（2011年4月2日放送開始。毎週土曜22:00 - 22:30）

## 主なコーナー
- ゲストの生演奏ライブ（2曲）と、MCとのトーク。
- DNA HEADLINE - 邦楽、洋楽の最新情報をのほか、様々なミュージシャンがビデオレターを寄せる。
- ライオンOH! MY DNA - そのアーティストの源流になった音楽について本人にインタビュー。
- 映画・DVDコーナー（不定期）
- ホノカ音楽教室

### 過去に放送していたコーナー
- ライオンMeet Your Idol - 来日したアーティストに「ご対面」ができる（現在は「Meet Your Idol」として、年に数回の放送）。
- ライオン今すぐ三択リクエスト - スタッフが予め選んだ洋楽ビデオクリップから視聴者に携帯で投票してもらい、投票の多かったビデオクリップを放映する。
- 倉庫より愛を込めて - ミューコムの所有する豊富なビデオクリップをゲストと共に鑑賞。

## 放送時間とMCの変遷
2004年5月～2005年3月
- 放送時間 - 月曜19:30～20:45
- MC - 山本シュウ、SHEILA

2005年4月～2006年3月
- 放送時間 - 月曜19:30～20:30（スポンサーのソニー降板と同時に放送時間を短縮）
- MC - 山本シュウ、遠近由美子

2006年4月～2007年3月
- 放送時間 - 月曜19:30～20:30、金曜24:45～25:15（「オンガクのDNA～edit」）
- MC - 藤田琢己、遠近由美子

2007年4月～2010年3月
- 放送時間 - 月曜22:00～22:55、火曜15:00～15:55（再放送、2009年4月から12月まで[注 2]）
- MC - 藤田琢己、遠近由美子

2010年4月～2011年3月
- 放送時間 - 月曜22:00～22:55
- MC - 藤田琢己、佐藤帆乃佳（音楽ユニット『alüto』のヴァイオリニスト）

## スポンサー
- ライオン（2004年5月～2011年3月）
- 日本工学院専門学校（2004年5月～2004年9月、2007年4月～2007年9月）
- ソニー（2004年10月～2005年3月） - 「SONY MUSIC ACCESS」から移行[注 3]
- tvkハウジング（2005年4月～2011年3月）
- サントリー（2008年7月～2008年9月）

## エピソード
- 第1回のゲストは押尾コータローと木村カエラだった。なお、木村は「Level42」の宣伝のため当日tvkを「電波ジャック」していた。押尾コータローは当番組最多出演である。
- 2011年3月14日の放送は、東北地方太平洋沖地震が11日に発生し、当日のゲストRakeが被災地である仙台在住であったためスタジオに来られなくなったことから、番組内容を変更して前回出演時に披露した映像を放送（「世界は今日も僕らをのせてまわる」,「all I need is...」）。番組後半ではRakeのブログのメッセージも紹介。
- この番組を制作しているのは同じtvkで放送されている「saku saku」（音楽バラエティ番組）のスタッフ（tvk／プロデューサー：山崎哲央、松元広幸　ミューコム／プロデューサー：武内和之、ディレクター／福山、伊藤、木村）が大半であった[注 4]。「黒幕」は参加していないが、放送中に時折ディレクターの「米子」（→「カリフォルニア米」）の笑い声が響くことがままあった[注 5]。
  - ところが、いきものがかり（米子が「音楽缶」のための取材を継続的に行っていた）が出演した際、「黒幕」がスタジオに見学に来ており、山本シュウがタイトルコール（当時はアーティストの裏方やスタッフを引きずり出してタイトルコールを行って番組をスタートしていた）をさせるために「黒幕～!!」「黒幕のKさんです」などと、saku sakuでは顔を出さない「黒幕」を画面に大写しにして引っ張り出した（本人は顔を必死に隠したが、後のまつりであった）。
  - 山本シュウはその数週後に「しばらく休ませてもらいます」と言い残して番組を降板した（「tvk大好きです! この後もtvkには出ます!」と言ってスタジオを去った。しかし、実際は「カルチャーSHOwQ〜21世紀テレビ検定〜」に1回出演したにとどまっている）。
- MCが藤田琢己になってからは、洋楽色の濃い内容になっているが、ゲストは引き続き邦楽アーティストである。
- 藤田、遠近は、2008年の年越し特番「オンガクで年を越しますtvk」、またtvk、ミューコム主催のライブイベント「SUMITOMA」のMCも務めるなど、文字通り、tvkの「オンガク」の顔として活躍していた。